# 性別二元制
性別二元制（あるいは性別二元論、英: Gender binary ジェンダー・バイナリ）とは、性・ジェンダーを「男」と「女」のいずれかに分類する社会規範のことである。

## 概要
「性別」という概念は生殖機能や生殖器官と関わっている。しかし、後述するように性染色体、性腺、内性器、外性器など、さまざまな性的特徴のレベルにおいて、性の区分は連続的である。つまり生殖機能や生殖器官について注目すれば、性別はグラデーションをなしている。にもかかわらず社会生活において、人々はさまざまな場面で「男」か「女」のいずれか一方に分類される。このことから、性別分類は単なる生物学的な事実ではなく、社会規範（社会的な意味づけ）であるといえる。ただし、性別分類を社会規範とみなすことは、生物学が別の観点から性別を理解することと必ずしも対立するわけではない。

## 性別二元制への批判

### セクシュアリティ
性別は生物的であると同時に社会的でもある。さらに生物的な側面についても複数の要素がある。
たとえばインターセックス当事者である橋本秀雄は、以下のように性を10個の次元に分けて説明している。
1. 性染色体の構成と性の遺伝情報（X染色体とY染色体の組み合わせ）
2. 性腺の発生（卵巣、精巣、卵精巣、線状性腺に分化しているかどうか）
3. 内性器の発生（子宮に分化しているか？　前立腺に分化しているか？）
4. 外性器の発生（陰唇やクリトリスに分化しているか？　陰嚢やペニスに分化しているか？）
5. 尿道口の発生
6. 医師が判定する性（女性か、インターセックスか、男性か）
7. 戸籍の性別
8. 二次性徴（月経が発現するか？　勃起して射精するか？　どちらもないか？）
9. 社会規範としてのアイデンティティ（性同一性、社会的地位、男らしさ／女らしさなど）
10. 性的指向

現実には、これら10個の次元がすべて一致しない場合が多々ある。さらに近年は上の10個以外の次元についても議論されている。しかし性別二元制という規範のもとでは、これらがすべて一致していることが当然視され、性別二元制のもとではこれらの次元が一致しない人々が社会的に排除されたり不可視化されたりするのである。このようにして、性別二元制はセクシュアル・マイノリティへの差別と結びついている。これについてジュディス・バトラーは、性別二元制は異性愛中心主義が要請するものであるとしている。

### フェミニズム
フェミニズムは、ジェンダー関係の権力的な非対称性を批判しており、フェミニズムからも性別二元制に対する批判が行われている。
1990年代前後のフェミニストらが強調してきたように、「女」というカテゴリーは決して一枚岩ではなく、また固定的で「自然な」カテゴリーでもない。このような点から、「女」というカテゴリーを自明の前提とするような立場のフェミニズムに対しては批判がなされている。
ただし語源的に「女（フェミナ）」の「イズム」であるからといって、性別二元制への批判によって「フェミニズム」という枠組み自体が捨て去られるわけではない。まず現実的な問題として、依然として女性差別は根強く残っている。また近年は「男性問題」についてもジェンダーの視点から議論されており、さらに女性同士の間にある差異や、男性同士の間にある差異も議論の対象となっている。このように、「女」というカテゴリーも「男」というカテゴリーも、いまの社会で現に機能しているのである。それゆえ、性別二元制に根源的な疑問を投げかけつつ、同時に性別二元制がどのような形で社会に現れているかを記述・分析する営みとして、「フェミニズム」という枠組みは現代でも有用性をもっている。